# Gościewicz
Gościewicz – wieś sołecka w Polsce położona w województwie mazowieckim, w powiecie garwolińskim, w gminie Borowie.
| SIMC    | Nazwa      | Rodzaj    |
| ------- | ---------- | --------- |
| 0668732 | Podlasie   | część wsi |
| 0668749 | Stara Wieś | część wsi |

Pierwsze wzmianki o Gościewiczu znajdują się w „Księdze poborów Ziemi Czerskiej r. 1540-1564”, gdzie można odczytać, że w roku 1564 właścicielem Gościewicza, który nazywał się wówczas „Gosczywijcz” była w jednej czwartej „Elisabeth Varshevitzka” z miasta „Warszawiensis”.
Na terenie dawnej gminy Miastków Kościelny działały dwa Spółdzielcze Stowarzyszenia Mleczarskie. Pierwsza we wsi Gościewicz zorganizowana w 1914 roku jako pierwsza w Gminie Miastków Kościelny, druga w Borowiu, którą zorganizowano w 1915 roku i zlokalizowana w wynajętym budynku parafialnym.
Po odzyskaniu niepodległości Polski w roku 1918, Borowie i przyległe wsi jak Jaźwiny, Brzuza, Filipówka, Brzuskowola, Gościewicz i Kamionka administracyjnie należały do gminy Miastków Kościelny, powiat Garwolin.
W centralnym punkcie wsi (koło dawnej mleczarni i sklepu) znajduje się pomnik wzniesiony w 1928 r. dla uczczenia 10 rocznicy odzyskania niepodległości. Zbudowany został z polnych kamieni, a w niewielkiej wnęce widniał Orzeł Biały i napis „W hołdzie Ojczyźnie”.
31 grudnia 1959 do gromady Borowie przyłączono obszar zniesionej gromady Gościewicz (bez wsi Wola Miastkowska), a także wieś Kamionka ze znoszonej gromady Oziemkówka w tymże powiecie.
W latach 1975–1998 miejscowość administracyjnie należała do województwa siedleckiego.
Wierni Kościoła rzymskokatolickiego należą do parafii Świętej Trójcy w Borowiu.